# Marinho (Fußballspieler, 1990)
Mário Sérgio Santos Costa, genannt Marinho, (* 29. Mai 1990 in Penedo, AL) ist ein brasilianischer Fußballspieler. Der Spieler ist beidfüßig stark und läuft vorwiegend als Flügelspieler auf.

## Karriere
Marinho startete seine fußballerische Ausbildung beim SC Corinthians Alagoano. In diesem auf Jugendarbeit spezialisierten Klub fiel er so positiv auf, dass er vom Fluminense FC verpflichtet wurde. Als Achtzehnjähriger absolvierte er hier seine ersten Erstligaspiele. Bereits nach einem Jahr wechselte der Spieler zum SC Internacional nach Porto Alegre. Hier kam er allerdings zu keinen Einsätzen und wurde an verschiedene unterklassige Vereine verliehen. Erst 2014 ging es wieder in die Série B zum Náutico Capibaribe. Nach einer Zwischenstation beim Serie B Klub Ceará SC erfolgte in der Saison 2015 der Wechsel zum Titelverteidiger Cruzeiro EC. Dieser verlieh im Januar 2016 an den EC Vitória. Die Leihe wurde bis zum Saisonende befristet. Das Leihgeschäft wurde im Juni des Jahres vorzeitig in einen festen Wechsel zu Vitória umgewandelt. Anfang 2017 kaufte der Changchun Yatai aus China Marinho für fünf Millionen Euro von. Sein erstes Spiel in der Chinese Super League bestritt Marinho am 4. März 2017 gegen Shanghai SIPG. In dem Spiel stand er in der Startelf. Am 20. August 2017 markierte Marinho seinen ersten Ligatreffer in China. Im Heimspiel gegen Tianjin Quanjian traf er in der 45. Minute zum 1:0 (Entstand-1:1).
Im Juni 2018 kehrte Marinho nach Brasilien zurück. Er unterzeichnete einen Kontrakt beim Grêmio FBPA mit einer Laufzeit bis 2021. Tatsächlich wurde er aber bereits im Mai 2019 im Tausch mit David Braz zum FC Santos transferiert. Sein erstes Spiel für Santos bestritt Marinho in der Série A am 2. Juni 2019, dem siebten Spieltag der Série A 2019. Im Auswärtsspiel gegen den Ceará SC wurde er in der 80. Minute für Eduardo Sasha eingewechselt. Am elften Spieltag erzielte er das erste Tor für Santos. Am 21. Juli 2019, auswärts beim Botafogo FR, wurde er nach der Halbzeitpause eingewechselt und erzielte in der 75. Minute das einzige Tor der Partie. Zu seinen 27 Ligaeinsätzen (acht Tore) in dem Jahr, kam noch ein Spiel im Copa do Brasil 2019 (kein Tor).
Im Januar 2022 wurde der Wechsel des Spielers zu CR Flamengo bekannt. Der Kontrakt erhielt eine Laufzeit bis Dezember 2023. Die Ablösesumme soll 6,5 Millionen Real betragen haben. Am 19. Oktober 2022 konnte Marinho mit Flamengo den Erfolg im Copa do Brasil 2022 feiern. Am 29. November folgte der Sieg in der Copa Libertadores 2022.
In der Saison 2023 kam Marinho nur noch zu seltenen Einsätzen. Im Juni wechselte er daraufhin zum Ligakonkurrenten Fortaleza EC. Für den vorzeitigen Wechsel erhielt Flamengo eine Ablöse von ca. zwei Millionen Real. Der Kontrakt erhielt eine Laufzeit bis Dezember 2025. Beim Gewinn der Copa do Nordeste 2024 stand er in achten Spielen im Kader (ein Tor).

## Erfolge
Internacional
- Staatsmeisterschaft von Rio Grande do Sul: 2009

Goiás
- Staatsmeisterschaft von Goiás: 2012
- Meister Série B: 2012

Ceará
- Copa do Nordeste: 2015

Vitória
- Staatsmeisterschaft von Bahia: 2016

Grêmio
- Staatsmeisterschaft von Rio Grande do Sul: 2019

Flamengo
- Copa do Brasil: 2022
- Copa Libertadores: 2022

Fortaleza
- Copa do Nordeste: 2024

## Auszeichnungen
Vitória
- Torschützenkönig Copa do Brasil: 2016

Santos
- Prêmio Craque do Brasileirão: 2020[12]